# 申后
申后（？—？），姜姓，申侯的女儿，是周幽王的第一任王后。她是太子宜臼的母亲。周幽王宠爱褒姒，废黜了申后和太子宜臼，立褒姒为王后，褒姒所生的伯服为太子。这件事激怒了申后的父亲申侯，于前771年，勾结犬戎，攻克周朝首都镐京，杀死周幽王。太子宜臼即位为周平王，迁都洛邑，西周结束，东周开始。